# Thrassis petiolatus
Thrassis petiolatus är en loppart som först beskrevs av Baker 1904.  Thrassis petiolatus ingår i släktet Thrassis och familjen fågelloppor. Inga underarter finns listade i Catalogue of Life.